# NGC 4666
NGC 4666 (również PGC 42975 lub UGC 7926) – galaktyka spiralna z poprzeczką (SBc), znajdująca się w gwiazdozbiorze Panny. Odkrył ją William Herschel 22 lutego 1784 roku.
W galaktyce tej zaobserwowano supernową SN 1965H.